# 芝池博明
芝池 博明（しばいけ ひろあき、1946年6月21日 - ）は、兵庫県神戸市須磨区出身の元プロ野球選手（投手）。

## 来歴・人物
滝川高校では3年次の1964年、夏の甲子園県予選決勝で育英高の鈴木啓示と投げ合い1-0で完封勝利。この予選では6試合完封を記録し、夏の甲子園に出場。1回戦で倉橋寛、加藤俊夫のバッテリーを擁する仙台育英高を1-0で完封したが、2回戦では宮崎商のエース・水谷実雄と投げ合うも1-4で敗退。
高校卒業後は専修大学へ進学。1年次の1965年から主力投手として起用され、春8勝、秋7勝の活躍で東都大学野球リーグ春秋連覇に貢献した。6月の全日本大学野球選手権大会では準決勝の東海大戦で完全試合を達成。決勝で立命館大を降し大学選手権初優勝の立役者となる。この時のチームメートに佐野真樹夫三塁手、佐藤正治外野手がいた。しかし2年次の1966年以降はチームが低迷したため、優勝には届かなかった。リーグ通算成績は、登板数87試合（歴代1位）、41勝（歴代1位）31敗、防御率2.17、282奪三振、最高殊勲選手2回、最優秀投手1回、ベストナイン1回。大学同期には田谷文雄外野手（日本軽金属）らがいる。
1968年のドラフト5位で近鉄バファローズに入団。アマチュア時代の実績は抜群のものだったが、「投げ過ぎで盛りを過ぎている」というスカウト評があったため、下位指名にとどまった。1年目の1969年は3試合登板、2年目の1970年は一軍登板ゼロに終わるが、3年目の1971年に一軍に定着。先発から中継ぎに転向して自己最多の43試合に登板、防御率1.71の好記録を残す。1972年5月6日の東映戦（日生）では大杉勝男にデッドボールを与え、バットを持った大杉に追われるという体験をしている。1973年には金銭トレードで太平洋クラブライオンズに移籍するが、結果を残せず、1975年には柳田豊と共に、土井正博との交換トレードで近鉄に復帰。同年は抑えに回って自己最多の5勝4セーブを記録し、球団創設以来初のリーグ後期優勝に貢献。阪急とのプレーオフでも3試合に登板。10月15日の第1戦（西宮）では5回途中から鈴木をリリーフ、乱打戦となるがチームの唯一の勝利試合に勝利投手となった。10月20日の最終第4戦（藤井寺）でも井本隆をリリーフして好投するが、9回に福本豊に決勝本塁打を喫し敗戦、日本シリーズ出場はならなかった。1977年には白滝政孝との交換トレードで中日ドラゴンズに移籍するが、14試合の登板にとどまる。一軍登板がゼロとなった1978年に現役を引退。武器はアンダースローからのスライダー、カーブ、シュート、シンカー。
引退後は明石市で「居酒屋シーバー41」を経営する傍ら、プロ野球マスターズリーグでも大阪ロマンズの選手としてプレー。2005年からはコーチを務めた。

## 詳細情報

### 年度別投手成績
| 年 度    | 球 団    | 登 板 | 先 発 | 完 投 | 完 封 | 無 四 球 | 勝 利 | 敗 戦 | セ 丨 ブ | ホ 丨 ル ド | 勝 率 | 打 者 | 投 球 回 | 被 安 打 | 被 本 塁 打 | 与 四 球 | 敬 遠 | 与 死 球 | 奪 三 振 | 暴 投 | ボ 丨 ク | 失 点 | 自 責 点 | 防 御 率 | W H I P |
| -------- | -------- | ----- | ----- | ----- | ----- | -------- | ----- | ----- | -------- | ----------- | ----- | ----- | -------- | -------- | ----------- | -------- | ----- | -------- | -------- | ----- | -------- | ----- | -------- | -------- | ------- |
| 1969     | 近鉄     | 3     | 0     | 0     | 0     | 0        | 0     | 0     | --       | --          | ----  | 26    | 5.2      | 8        | 0           | 2        | 0     | 1        | 6        | 0     | 0        | 5     | 3        | 4.50     | 1.76    |
| 1971     | 近鉄     | 43    | 4     | 0     | 0     | 0        | 2     | 5     | --       | --          | .286  | 364   | 95.1     | 66       | 9           | 21       | 6     | 2        | 36       | 0     | 0        | 28    | 18       | 1.71     | 0.91    |
| 1972     | 近鉄     | 40    | 1     | 0     | 0     | 0        | 3     | 2     | --       | --          | .600  | 241   | 60.2     | 48       | 7           | 23       | 2     | 2        | 29       | 1     | 0        | 27    | 25       | 3.69     | 1.17    |
| 1973     | 太平洋   | 23    | 0     | 0     | 0     | 0        | 0     | 1     | --       | --          | .000  | 195   | 46.1     | 55       | 7           | 8        | 0     | 1        | 13       | 1     | 1        | 32    | 30       | 5.87     | 1.36    |
| 1974     | 太平洋   | 4     | 0     | 0     | 0     | 0        | 0     | 0     | 0        | --          | ----  | 19    | 3.2      | 7        | 1           | 1        | 0     | 1        | 2        | 0     | 0        | 3     | 3        | 6.75     | 2.18    |
| 1975     | 近鉄     | 27    | 0     | 0     | 0     | 0        | 5     | 1     | 4        | --          | .833  | 329   | 84.1     | 74       | 5           | 12       | 0     | 4        | 32       | 0     | 0        | 23    | 21       | 2.25     | 1.02    |
| 1976     | 近鉄     | 30    | 0     | 0     | 0     | 0        | 0     | 4     | 4        | --          | .000  | 156   | 38.2     | 33       | 7           | 13       | 1     | 1        | 25       | 0     | 0        | 22    | 21       | 4.85     | 1.19    |
| 1977     | 中日     | 14    | 1     | 0     | 0     | 0        | 1     | 0     | 0        | --          | 1.000 | 116   | 26.2     | 28       | 8           | 10       | 0     | 1        | 16       | 1     | 0        | 18    | 13       | 4.33     | 1.43    |
| 通算:8年 | 通算:8年 | 184   | 6     | 0     | 0     | 0        | 11    | 13    | 8        | --          | .458  | 1446  | 361.1    | 319      | 44          | 90       | 9     | 13       | 159      | 3     | 1        | 158   | 134      | 3.34     | 1.13    |

### 背番号
- 23（1969年 - 1971年）
- 11（1972年）
- 13（1973年 - 1974年）
- 30（1975年 - 1977年）
- 60（1978年）